# Euproctis kurosawai
Euproctis kurosawai är en fjärilsart som beskrevs av Inoue 1956. Euproctis kurosawai ingår i släktet Euproctis och familjen tofsspinnare. Inga underarter finns listade i Catalogue of Life.